# Nill De Pauw
Nill De Pauw (Kinshasa, 6 gennaio 1990) è un ex calciatore congolese (Repubblica Democratica del Congo) con cittadinanza belga, di ruolo centrocampista.

## Palmarès

### Club

#### Competizioni nazionali
- Coppa del Belgio: 2

Lokeren: 2011-2012, 2013-2014